# Alfredo Queiroz Ribeiro
Alfredo Queiroz Ribeiro fue un escultor y profesor universitario portugués, nacido el año 1939 en  Beira (Mozambique) y fallecido el 1974 en Oporto.

## Vida y obras
Asistió entre 1959 y 1964, a los cursos de Escultura en la Escuela de Bellas Artes de Oporto y también en este período, participó en exposiciones en la Cooperativa Árvore , en el Centro de Arte de Évora , con los Novíssimos y en la ESBAP. En 1964 ganó el premio de escultura "Maestro Manuel Pereira", patrocinado por la Oficina Nacional de Información, como resultado de una exposición individual en la Galería Divulgação en Oporto.
En 1965, vio sus actividades artísticas interrumpidas por tener que cumplir con el servicio militar obligatorio, después de haber sido movilizado a la escena de la guerra colonial en Guinea.
En 1969 regresó de la guerra en Guinea, vuelve a exponer, de forma individual en la Galería Álvarez de Oporto, y en exposición colectiva en la Galería Quadrante de Lisboa.
A principios de la década de 1970 viajó a Inglaterra con una beca de la Fundación Calouste Gulbenkian , con el fin de continuar sus estudios en escultura.  En este país se pone en contacto con nuevos materiales.
Hasta 1974, la fecha de su prematura muerte , participó en exposiciones y junto con la artista Clara Menéres y Lima de Carvalho fundó el grupo ACRE. 